# 阿德里街 (多倫多)
阿德里街是加拿大安大略省多倫多的一條東西向街道，由上加拿大第二任省督彼得·羅素於1797年以威廉王子（後登基為威廉四世）之妻阿德里郡主命名。最初的阿德里街只是現街道的一部分。1844年，小阿德里街（Little Adelaide Street）、阿德里街及新門街（Newgate Street）合併為新的阿德里街。1884年，街道被分為東西兩段，即阿德里東街（Adelaide Street East）與阿德里西街（Adelaide Street West）。1926年，應業主要求，阿德里西街從巴佛士街延伸至蕭街（Shaw Street），兼併了整個笛福街（Defoe Street）及麥當奴廣場（McDonnell Square）。最近的一次拓建是在1965年，當時阿德里東街被改道至公爵街（Duke Street），該街橫跨渣華士街及國會街。